# Arrondissement di Carpentras
L'arrondissement di Carpentras è un arrondissement dipartimentale della Francia situato nel dipartimento della Vaucluse, nella regione della Provenza-Alpi-Costa Azzurra.

## Storia
Fu creato nel 1800, sulla base dei preesistenti distretti; nel 1926, in seguito alla soppressione dell'arrondissement di Orange, entrarono a far parte dell'arrondissement anche i cantoni di Beaumes-de-Venise, Malaucène e Vaison-la-Romaine.

## Composizione
L'arrondissement è composto da 58 comuni raggruppati in 8 cantoni:
- cantone di Beaumes-de-Venise
- cantone di Carpentras-Nord
- cantone di Carpentras-Sud
- cantone di Malaucène
- cantone di Mormoiron
- cantone di Pernes-les-Fontaines
- cantone di Sault
- cantone di Vaison-la-Romaine